# هجوم مطار أتاتورك 2016
هجوم مطار أتاتورك هو هجوم وقع بمطار أتاتورك بتركيا يوم الثلاثاء 28 يونيو 2016 راح ضحيته 43 شخصًا فيما جُرح 239 آخرون.

## خلفية
في عام 2016، كانت تركيا ضحية للعديد من الهجمات الإرهابية، مثل الهجومين الانتحاريين (تفجير إسطنبول يناير 2016 وتفجير إسطنبول (مارس 2016)) وتفجيرات السيارات الملغومة في الحادثتين (تفجير إسطنبول يونيو 2016 وتفجير سيارة مديات يونيو 2016). أعلن تنظيم الدولة الإسلامية في العراق والشام مسؤوليته عن الهجومين الانتحاريين، واللذان كانا في هجوم السابع والثامن في تركيا وأما الرابع كان إسطنبول في عام 2016.

## وقائع الحادث

قرب مكان الحادت

وقوع انفجارين سبقهما إطلاق نار خارج بوابة مطار أتاتورك في إسطنبول، بدولة تركيا مما أسفر عن مقتل 43 شخص، وفق وزير العدل التركي. ولم يتضح إذا كان الانفجاران ناجمين عن عمل انتحاري أم لا.
تحدثت وسائل إعلام تركية عن فرار أربعة مسلحين من موقع الهجوم، في حين قال شهود إن إطلاق نار حدث في موقف للسيارات بمطار أتاتورك، وهو أكبر مطار في تركيا.

## ردود الفعل

### المحلية
أدان الرئيس التركي رجب طيب أردوغان بشدة الهجمات التي وقعت اليوم الثلاثاء في مطار أتاتورك وأسفرت عن سقوط العديد من القتلى والجرحى.

### الدولية
- قطر: أعربت دولة قطر عن إدانتها واستنكارها الشديدين للتفجير الذي استهدف مطار أتاتورك الدولي بمدينة إسطنبول التركية، مما أسفر عن سقوط عدد من القتلى والجرحى.[5]
- الكويت: أعربت وزارة الخارجية الكويتية، عن إدانة واستنكار دولة الكويت الشديدين لحادث التفجير الإرهابي الذي استهدف مطار أتاتورك بمدينة إسطنبول التركية واسفر عن وقوع عشرات القتلى والجرحى من الأبرياء.[6]
- مصر: أدان المستشار أحمد أبو زيد المتحدث الرسمي باسم وزارة الخارجية الهجمات الإرهابية التي استهدفت مطار أتاتورك الدولي بمدينة إسطنبول التركية، مساء أمس الثلاثاء، والتي أسفرت عن سقوط عدد كبير من القتلى والجرحى.[7]
- فلسطين: أدان وبشدة الرئيس الفلسطيني محمود عباس فجر اليوم الأربعاء بالهجمات على مطار إسطنبول الرئيسي، وذكرت وكالة الأنباء الفلسطينية الرسمية (وفا) أن عباس قدم أحر التعازي للشعب التركي وقيادته وأسر الضحايا
- السعودية: عزّى خادم الحرمين الشريفين الملك سلمان بن عبد العزيز آل سعود الرئيس التركي رجب طيب أردوغان، مؤكدا إدانة السعودية للهجمات التي استهدفت مطار أتاتورك.[8]
- ماليزيا: وصف رئيس الوزراء الماليزي نجيب عبد الرزاق الهجمات "بالهجوم الغادر"، ودعا الدول الإسلامية لتكثيف تعاونها "ضد من يشوهون صورة الإسلام باعتداءاتهم الإرهابية.
- الصين: أدانت الصين بشدة الهجوم الإرهابي على مطار أتاتورك الدولي في إسطنبول.[9]
- البحرين: أدانت وزارة الخارجية أكدت في بيان لها ” وقوف مملكة البحرين مع الجمهورية التركية الصديقة في حربها ضد التطرف والإرهاب ودعمها لجهودها في إرساء الأمن والسلم”[10]
- العراق : المتحدث باسم وزارة الخارجية العراقية أحمد جمال في بيان له، «تعبر وزارة الخارجية العراقية عن ادانتها وشجبها للعملية الارهابية المجرمة التي استهدفت مطار اتاتورك بمدينة إسطنبول التركية، وتعرب عن تعازيها ومواساتها لأسر الضحايا».[11]
- ألبانيا: هبطت الطائرة التي كانت تقل رئيس وزراء ألبانيا، إيدي راما، داخل مطار أتاتورك في مدينة إسطنبول التركية لحظة وقوع التفجيرين الإرهابيين، وأدانت وزرارة الخارجية الألبانيا الهجوم بشدة.[12]
- الولايات المتحدة: أدان البيت الأبيض ألأمريكي هجوم مطار أتاتورك وقال إن الولايات المتحدة تبقى ثابتة في دعمها لتركيا،
- بينما قالت مرشحة الرئاسة الأميركية هيلاري كلينتون إن الهجوم -الذي أسفر عن مقتل 36 شخصا وسقوط عدد كبير من الجرحى- يؤكد ضرورة تعميق التعاون مع حلفاء واشنطن في الشرق الأوسط وأوروبا لمواجهة هذا التهديد.
- ألمانيا: أعربت المستشارة الألمانية أنجيلا ميركل عن أسفها، وقالت «باسمي واسم رؤساء حكومات الاتحاد الأوروبي نعبّر عن عميق صدمتنا تجاه هذا العمل الإرهابي الدنيء»، وتقدمت بتعازيها للشعب التركي.
- روسيا : أعرب الرئيس الروسي فلاديمير بوتين عن تعازيه للشعب التركي، كما أدانت وزارة الخارجية الروسية الهجوم الذي إستهدف مطار أتاتورك.
- بلجيكا: عبّر رئيس مجلس الوزراء البلجيكي وزير الخارجية ديدييه ريندرز، عن «صدمته وإدانته للهجوم الإرهابي على مطار أتاتورك الذي أوقع الكثير من الضحايا».[13]
- إيطاليا: وقال رئيس الوزراء الإيطالي ماتيو رينزي «أعرب عن تضامني ووقوفي عن قرب إلى جانب الشعب والحكومة التركية جراء الحادث».[14]
- فرنسا: أعرب الرئيس الفرنسي فرانسوا أولاند عن إدانته الشديدة للهجوم على مطار اتاتورك الدولي بإسطنبول، واصفا إياه بالعمل المقيت.[15]
- الاتحاد الأوروبي: المفوضة العليا للشؤون الخارجية والأمن في الاتحاد الأوروبي فيديريكا موغيريني، تؤكد دعم الاتحاد الاوروبي للشعب التركي على إثر هجوم إسطنبول.[16]
- البرازيل: أدانت الحكومة البرازيلية الهجوم الإرهابي الذي استهدف مطار أتاتورك بمدينة إسطنبول التركية وقال بيان حكومي إن «الحكومة البرازيلية تعرب عن إدانتها القوية للهجمات التي خلفت عشرات الضحايا في مطار أتاتورك»، مضيفا أن البرازيل تدين الإرهاب بجميع صوره.[17]
- كندا: أعلن وزير الخارجية الكندي ستيفان ديون إدانة بلاده الهجمات ووقوفها إلى جانب تركيا.
- إسبانيا: أدان رئيس الوزراء الإسباني ماريانو راخوي عبر حسابه في موقع تويتر الهجوم على مطار أتاتورك، وقال "ما دمنا متحدين فلن تؤثر فينا هذه الأعمال البربرية،
- الإمارات العربية المتحدة: أعرب الشيخ عبدالله بن زايد ال نهيان وزير الخارجية والتعاون الدولي عن تعازي دولة الإمارات ومواساتها للحكومة التركية وذوي الضحايا وتمنياتها بالشفاء لجميع المصابين جراء هذه الأعمال الإرهابية الآثمة التي تتنافى مع جميع الشرائع السماوية والقيم والمبادئ الإنسانية والأخلاقية [18]
- إيران: قال ظريف في صفحته علي موقع التواصل الاجتماعي 'تويتر' : مرة اخري اطل الإرهاب بوجهه القبيح في مطار البلد الشقيق والجار. العنف المتطرف تهديد عالمي لابد ان نتصدي له.[19]
- الأردن: غردت الملكة رانيا العبد الله عبر موقع التواصل الاجتماعي تويتر معلقة على الحادث «المزيد من الأرواح البريئة.. المزيد من العائلات المفجوعة.. إلى متى سيستمر هذا الواقع المرير؟».[11]
- إندونيسيا : قال الناطق باسم وزارة الخارجية الاندونيسية، أرمننتا ناصر أن اندونيسيا تدين الهجوم الإرهابي بمطار إسطنبول، أتاتورك[20]
- كوريا الجنوبية: دانت الحكومة الكورية الجنوبية الأربعاء، بشدة تفجيرات مطار أتاتورك الدولى باسطنبول في تركيا، والتي أسفرت عن سقوط العديد من القتلى والجرحى الأبرياء.[11]
- تونس: أدانت تونس بشدة، الاعتداء الإرهابي الذي استهدف مساء أمس الثلاثاء، مطار أتاتورك الدولي بمدينة إسطنبول التركية وأعربت عن «عميق استنكارها لهذا العمل الجبان الذي خلف عديد القتلى والجرحى».[21]
- المغرب : عبر المغرب عن تعازيه لتركيا إثر الاعتداء الإرهابي «الجبان» الذي استهدف مطار أتاتورك الدولي في إسطنبول وخلف العديد من الضحايا. وعبر الملك محمد السادس، في برقية تعزية بعث بها إلى الرئيس التركي رجب طيب أردوغان، عن استنكار المغرب «لهذا العمل الإرهابي الدنيء وشجبه الشديد لكل أشكال الإرهاب المقيت الذي يستهدف أمن وحياة المواطنين، والذي ينبذه ديننا الإسلامي الحنيف وكافة القيم الإنسانية الكونية».[22]

### منظمات
- حركة حماس: أدانت حركة المقاومة الإسلامية حماس حادث التفجير الإجرامي في مطار إسطنبول

وعبّر الناطق باسم الحركة، سامي أبو زهري، عن تضامن الحركة مع القيادة والشعب التركي في مواجهة هذه الجرائم البشعة التي تستهدف استقرار تركيا وتحاول منع مسيرتها النهضوية وخدمة قضايا الأمة.
- الاتحاد العالمي لعلماء المسلمين: أدان الاتحاد العالمي لعلماء المسلمين «بشدة» الاعتداء «الإرهابي»، الذي استهدف مطار أتاتورك الدولي بمدينة إسطنبول التركية، وطالب الشعب التركي «بالوقوف خلف رئيسه وحكومته وقادته في حربهم ومواجهتهم لهذا الإرهاب البغيض».
- الإخوان المسلمون: أدانت جماعة الإخوان المسلمين الهجمات، وقالت في بيان لها إنها "تدين بشدة الحادث الأثيم الذي وقع في مطار أتاتورك الدولي بإسطنبول، في ليلة من ليالي العشر الأواخر من رمضان التي يتحرى المسلمون فيها الخير، ويتحرى دعاة الشر سفك الدم الحرام في تركيا الحرة.
- إيسيسكو: أدانت المنظمة الإسلامية للتربية والعلوم والثقافة(إيسيسكو) بشدة الهجوم الذي قام به ثلاثة إرهابيين انتحاريين على مطار أتاتورك في إسطنبول بتركيا.[24]
- الأمم المتحدة: أدان الأمين العام للأمم المتحدة بان كي مون الهجمات نفسها، وأكد وقوق المنظمة الدولية إلى جانب تركيا، ودعا إلى تعزيز التعاون الدولي لمكافحة الأعمال المماثلة
- حلف الناتو: أدان الأمين العام لحلف الناتو ينس شتولتنبرغ الهجوم، وقال«قلبي مع عائلات الضحايا، ومع المصابين، ومع الشعب التركي».[25]
- منظمة التعاون الإسلامي: أدان الأمين العام لمنظمة التعاون الإسلامي إياد مدني الهجمات الإرهابية التي نفذت في مطار أتاتوك في مدينة إسطنبول وخلفت عدداً من القتلى والكثير من الجرحى الأبرياء[26]

## التدابير التي تم إتخادها
1. أعلن رئيس الوزراء التركي بن علي يلدرم تشكيل غرفة طوارئ لمتابعة التفجيرين.
2. الشرطة التركية تعتقل 13 شخصا بمدينة أزمير و 22 شخص بمدينة إسطنبول التركية لهم صلة بتنظيم داعش الإرهابي[27]

## جنسيات الضحايا
| الدولة    | الوفيات | الجرحى | ملاحظات | المرجع |
| --------- | ------- | ------ | --- | ------ |
| تركيا     | 23      |        | | [ 28 ] |
| السعودية  | 3       | 25     | أربعة من المتوفيات تم التأكد من أنهن لَسْنَ مواطنات ولكنهن قادمات على رحلة الخطوط السعودية، ويحملن جوازات سفر أفغانية وتركية؛ فظنت السلطات التركية أنهن سعوديات. | [ 29 ] |
| العراق    | 2       | 2      | أسماء المتوفين:1- وفيقة علي بلال 2- مصطفى هشام سعيد. | [ 30 ] |
| تونس      | 1       | 1      | اسم المتوفى: فتحي بيوض وهو طبيب عسكري، توجه إلى تركيا من أجل إعادة إبنه الذي التحق بتنظيم داعش في سوريا منذ شهر.                                              | [ 31 ] |
| أوزبكستان | 1       | 1      | | [ 28 ] |
| الصين     | 1       |        | | [ 28 ] |
| إيران     | 1       | 5      | اسم المتوفى: سالار داوودی کهنه شهری | [ 28 ] |
| أوكرانيا  | 1       | 1      | | [ 28 ] |
| فرنسا     |         | 2      | | [ 28 ] |
| الأردن    | 1       |        | | [ 28 ] |
| فلسطين    | 7       | 2      | | [ 32 ] |
| المجموع   | 45      | 239    | [ 28 ] |        |

## منفد الهجوم
تعرفت تركيا على اثنين من منفذي الهجوم وعلى جنسية الثالث وهم يرجعون لأصول داغستانية وقيرغيزستانيةوطاجيكستانية.